# The House of Da Vinci
The House of Da Vinci è un videogioco d'avventura 3D in cui il giocatore deve risolvere rompicapi di varie difficoltà. Il gioco è stato sviluppato nel 2017 dallo studio indipendente slovacco Blue Brain Games ed è basato su eventi immaginari ambientati durante il Rinascimento.
La società Blue Brain Games ha pubblicato due sequel: The House of Da Vinci 2 nel 2019 e The House of Da Vinci 3 nel 2022.

## Trama
La storia è ambientata a Firenze durante il Rinascimento. Il giocatore interpreta l'apprendista di Leonardo da Vinci, alla ricerca del maestro scomparso. Il giocatore inizia la ricerca nella sua casa e deve risolvere una serie di rompicapi in diverse stanze per trovare così degli indizi che indichino dove si trovi il maestro.

## Modalità di gioco
Oltre ai complessi enigmi basati sulla fisica, il giocatore ha accesso a due lenti, chiamate "Oculus", con abilità soprannaturali. Con una lente si possono vedere i codici nascosti e con l'altra lente si può vedere cosa è avvenuto nel passato. Inoltre il giocatore occasionalmente trova le lettere del suo maestro Da Vinci e anche degli antagonisti.

## Accoglienza
Merlina McGovern di Adventure Gamers ha valutato il gioco 3,5 su 5 e ha scritto che "Sebbene La Casa di Da Vinci sia leggermente rovinata da meccanismi meticolosi e da enigmi occasionalmente frustranti, esplorare la mente di un genio mediante il reverse engineering delle sue invenzioni ti catapulterà in uno splendido mondo rinascimentale e ti terrà costantemente alla prova".
AppUnwrapper', nella loro recensione hanno scritto: "Se sei un fan della serie The Room di Fireproof Games e non vedi l'ora che esca il quarto, The House of Da Vinci di Blue Brain Games è la cosa più vicina che puoi ottenere alla realtà".
Analizzando la versione iOS, Emily Sowden di Pocket Gamer ha affermato: "The House of Da Vinci ha due aree principali su cui concentrarsi. Uno: il fatto inevitabile che è essenzialmente The Room in una versione diversa. Due: il fatto inevitabile che in realtà è un gioco decente.
Maria Alexander di Droidgamer ha valutato il gioco 9/10. Il gioco è stato valutato 9 per l'estetica, 9,2 per il gameplay, 8,7 per l'innovazione e 9,1 per il valore. "The House of Da Vinci è un puzzle enorme, stupendo e sapientemente progettato che dà a The Room, la sua ispirazione principale, un buon rapporto qualità-prezzo.", ha detto.
Borja Ruete di MeriStation ha valutato il gioco 7/10.

## Sequel
Il 4 dicembre 2019 Blue Brain Games ha pubblicato un sequel, The House of Da Vinci 2, per iOS. La versione per Android è stata distribuita su Google Play Store il 18 febbraio 2020, la versione Steam il 29 maggio 2020.
Il 25 agosto 2021 Blue Brain Games ha annunciato The House of Da Vinci 3, conclusione della trilogia, pubblicata ad agosto 2022.